# Michael Galea
Michael Galea (* 1. Februar 1979) ist ein ehemaliger maltesischer Fußballspieler.
Galea spielte von 1997 bis zu seinem Karriereende im Jahr 2011 für den FC Birkirkara als Stürmer. In dieser Zeit konnte er dreimal die Meisterschaft gewinnen. Für die Nationalmannschaft debütierte er am 15. Dezember 1999 gegen Libanon in einen Freundschaftsspiel. Bis 2004 kam er zu insgesamt sieben Einsätzen.

## Erfolge
FC Birkirkara
- 1999/2000, 2005/06, 2009/10 Meister Maltese Premier League
- 2001/02, 2002/03, 2004/05, 2007/08 Pokalsieger Maltesischer Fußballpokal